# Heinrich Ondereyck

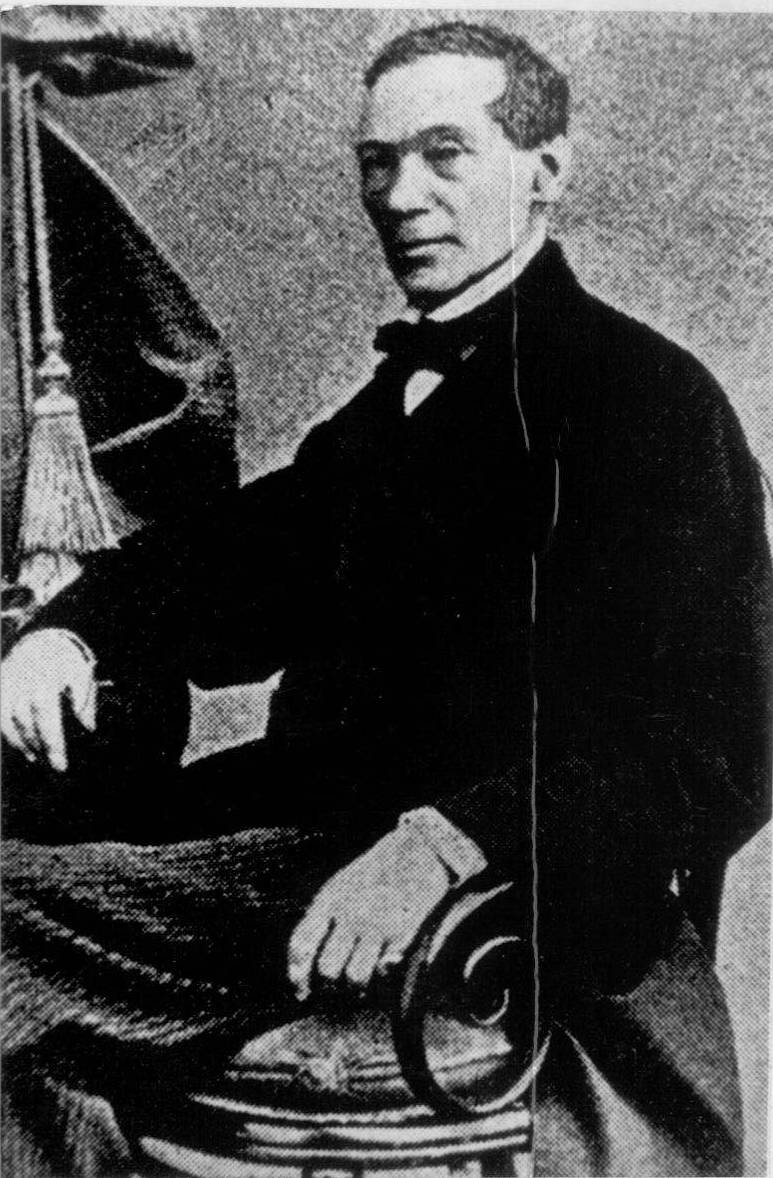
Heinrich Ondereyck

Heinrich Ludwig Ondereyck (* 12. Januar 1799 in Krefeld; † 9. April 1876 in Bonn) war ein deutscher Politiker. Er war Oberbürgermeister seiner Heimatstadt Krefeld.

## Leben
Ondereyck widmete sich nach beendeter Schulzeit der Forstsache und trat dann zur Gemeindeverwaltung über. 1824 wurde er Stadtsekretär von Kleve. Später wurde er dort zum Bürgermeister gewählt und mit der Stelle des königlichen Kreis-Polizei-Inspektors betraut. Ondereyck war von 1848 bis 1873 Oberbürgermeister von Krefeld. 
Im Jahre 1854 verlieh der Preußenkönig Friedrich Wilhelm IV. dem Oberbürgermeister Ondereyck das Recht zum Tragen einer Amtskette. Die Amtskette des Oberbürgermeisters entstand im selben Jahr auf der Grundlage eines Entwurfs von Ondereyck. Zu jenem Zeitpunkt erhielt Krefeld sein Stadtwappen.  Sein Nachfolger als Oberbürgermeister in Krefeld wurde im Januar 1873 Christian Roos. Am Ostwall in Krefeld besaß Ondereyck ein Haus an der Allee.
Am 25. November 1854 wurde Ondereyck zum lebenslangen Mitglied des Preußischen Herrenhauses berufen. Er gehörte dort der liberalen Partei an.